# Episodi di The Ann Sothern Show (terza stagione)
La terza stagione della serie televisiva The Ann Sothern Show è andata in onda negli Stati Uniti dal 6 ottobre 1960 al 4 settembre 1961 sulla CBS.
| nº | Titolo originale    | Prima TV USA     |
| -- | ------------------- | ---------------- |
| 1  | A Tooth for a Tooth | 6 ottobre 1960   |
| 2  | Loving Arms         | 13 ottobre 1960  |
| 3  | The Girls           | 20 ottobre 1960  |
| 4  | The Pinch-Hitter    | 27 ottobre 1960  |
| 5  | Olive in Love       | 3 novembre 1960  |
| 6  | Go-Go Gordon        | 10 novembre 1960 |
| 7  | Hasta Luego         | 17 novembre 1960 |
| 8  | The Proposal        | 24 novembre 1960 |
| 9  | Secret Admirer      | 1º dicembre 1960 |
| 10 | Option Time         | 8 dicembre 1960  |
| 11 | Setting the Date    | 15 dicembre 1960 |
| 12 | The Other Woman     | 22 dicembre 1960 |
| 13 | The Elopement       | 29 dicembre 1960 |
| 14 | Operation Pudney    | 5 gennaio 1961   |
| 15 | Mr. Big Shot        | 19 gennaio 1961  |
| 16 | Toujour L'Amour     | 26 gennaio 1961  |
| 17 | The Royal Visit     | 2 febbraio 1961  |
| 18 | Just Friends        | 9 febbraio 1961  |
| 19 | The Widow           | 16 febbraio 1961 |
| 20 | Always April        | 23 febbraio 1961 |
| 21 | Two's Company       | 2 marzo 1961     |
| 22 | Vamp 'Til Ready     | 9 marzo 1961     |
| 23 | Pandora             | 3 marzo 1961     |
| 24 | The Wedding         | 23 marzo 1961    |
| 25 | The Beginning       | 30 marzo 1961    |
| 26 | The Invitation      | 4 settembre 1961 |

## A Tooth for a Tooth
- Prima televisiva: 6 ottobre 1960

### Trama
- Guest star: Winnie Collins (Miss Bentley), Gladys Hurlbut (Mrs. Gray), Louis Nye (dottor Delbert Gray), Bert Pelgram (Bellhop)

## Loving Arms
- Prima televisiva: 13 ottobre 1960

### Trama
- Guest star: Van Johnson (Terry Tyler), Tisha Sterling (Girl in Lift), Jack Chefe (Marcel)

## The Girls
- Prima televisiva: 20 ottobre 1960

### Trama
- Guest star: Charles Cantor (Julie), Peter Adams (Dorian Blake), Ann Marshall (Daughter), Bob Bennett (Son), Janis Paige (Edith), Jeff Donnell (Helen), Ken Berry (Woody), Oliver Cross (uomo al party)

## The Pinch-Hitter
- Prima televisiva: 27 ottobre 1960

### Trama
- Guest star: Darryl Richard (Turk), Fredd Wayne (Chuck Dunphy), Mickey Sholdar (giocatore di baseball), Tommy Andre (Tony), Jimmy Fields (Richy Gordon), John Lawrence (giocatore di baseball)

## Olive in Love
- Prima televisiva: 3 novembre 1960

### Trama
- Guest star: Winnie Collins (Miss Bentley)

## Go-Go Gordon
- Prima televisiva: 10 novembre 1960

### Trama
- Guest star: Ken Berry (Woody), Jimmy Fields (Richy Gordon), Arch Whiting (Freddie), Chick Chandler (Doc Crenshaw), Jesse White (Oscar Pudney), Dottie Correll (adolescente)

## Hasta Luego
- Prima televisiva: 17 novembre 1960

### Trama
- Guest star: Anthony Brand (ballerino/a), Pepita Sevilla (ballerino/a), Rene Heredia (ballerino/a), Enrique Heredia (ballerino/a), Cesar Romero (Bernardo Diaz), Genaro Gomez (Pepe), Pepita Funez (Rita), Stacy Keach Sr. (poliziotto)

## The Proposal
- Prima televisiva: 24 novembre 1960

### Trama
- Guest star: Paul Dubov (Michel), Louis Nye (dottor Delbert Gray)

## Secret Admirer
- Prima televisiva: 1º dicembre 1960

### Trama
- Guest star: George O'Hanlon (Jerry Doolittle), Ken Berry (Woody), Norma Varden (Mrs. Lester), John Bryant (Dave Shelley), Jesse White (Oscar Pudney), Rita Lynn (Angie Pepito)

## Option Time
- Prima televisiva: 8 dicembre 1960

### Trama
- Guest star: Marjorie Stapp (Miss Vogel), Phillip Terry (Mr. Shea)

## Setting the Date
- Prima televisiva: 15 dicembre 1960

### Trama
- Guest star: Gladys Hurlbut (Mrs. Gray), Henry Hunter (dottor Peterson), Louis Nye (dottor Delbert Gray)

## The Other Woman
- Prima televisiva: 22 dicembre 1960

### Trama
- Guest star: Jimmy Fields (Richy Gordon), Kevin Jones (Gilly), Diane Mountford (Gladys), Darryl Richard (Turk)

## The Elopement
- Prima televisiva: 29 dicembre 1960

### Trama
- Guest star: Harry Cheshire (giudice di pace)

## Operation Pudney
- Prima televisiva: 5 gennaio 1961

### Trama
- Guest star: Paul Dubov (Michel), Alice Pearce (Ethel), Jesse White (Oscar Pudney)

## Mr. Big Shot
- Prima televisiva: 19 gennaio 1961

### Trama
- Guest star: Ken Berry (Woody), James Millhollin (Harold), Philip Nesbit (Hoyt), Stefanie Powers (Mary Ann)

## Toujour L'Amour
- Prima televisiva: 26 gennaio 1961

### Trama
- Guest star: Louis Nye (dottor Delbert Gray), John Van Dreelen (Dumas)

## The Royal Visit
- Prima televisiva: 2 febbraio 1961

### Trama
- Guest star: Ken Berry (Woody), Eva Gabor (Elsa Kotchka), Charity Grace (Mrs. Crutcher), Carol Veazie (principessa Ilona), Arthur Hanson (Mr. O'Shaughnessy)

## Just Friends
- Prima televisiva: 9 febbraio 1961

### Trama
- Guest star: Paul Dubov (Michel), Renee Godfrey (Martha Newton), William Kendis (Bill Grant)

## The Widow
- Prima televisiva: 16 febbraio 1961

### Trama
- Guest star: Jesse White (Oscar Pudney), Lurene Tuttle (Bertha Schyler), Hardie Albright (Henry Adams), Ken Berry (Woody)

## Always April
- Prima televisiva: 23 febbraio 1961

### Trama
- Guest star: Marty Ingels (Erskine Wild), Susan Silo (April Fleming), Almira Sessions (Nettie Parsons), Leonid Kinskey (Boris Borzanski), Constance Bennett (Guinevere Fleming), John Emery (David Fleming), Minta Durfee (Agnes)

## Two's Company
- Prima televisiva: 2 marzo 1961

### Trama
- Guest star: Jane Dulo (Mrs. Conley), Louis Nye (dottor Delbert Gray)

## Vamp 'Til Ready
- Prima televisiva: 9 marzo 1961

### Trama
- Guest star: Louis Nye (dottor Delbert Gray)

## Pandora
- Prima televisiva: 3 marzo 1961

### Trama
- Guest star: Fay Baker (Miss Norton), Jeane Wood (Mrs. Dudley), Edith Leslie (Mrs. Haskell), Art Lewis (conducente del bus), Pat Carroll (Pandora), Guy Mitchell (Anthony Bardot), Luke Anthony (Gabby), Jane Burgess (turista)

## The Wedding
- Prima televisiva: 23 marzo 1961

### Trama
- Guest star: Gladys Hurlbut (Mrs. Gray), Ken Berry (Woody), Nelson Leigh (Minister), James Millhollin (Harold), Louis Nye (dottor Delbert Gray)

## The Beginning
- Prima televisiva: 30 marzo 1961

### Trama
- Guest star: Tod Andrews (Crowley), Alice Pearce (Lahona St Cyr), Wanda Shannon (hostess), Louis Nye (dottor Delbert Gray)

## The Invitation
- Prima televisiva: 4 settembre 1961

### Trama
- Guest star: Louis Nye (dottor Delbert Gray), George O'Hanlon (Doolittle), Jesse White (Oscar Pudney)